# Megaselia superfurcata
Megaselia superfurcata är en tvåvingeart som beskrevs av Schmitz 1928. Megaselia superfurcata ingår i släktet Megaselia och familjen puckelflugor. Inga underarter finns listade i Catalogue of Life.